# Pierre Fallaize
Pierre-Armand-Albert-Lucien Fallaize OMI (* 25. Mai 1887 in Gonneville-sur-Honfleur, Frankreich; † 10. August 1964 in Fort Smith, Nordwest-Territorien, Kanada) war ein französischer Ordensgeistlicher und römisch-katholischer Koadjutorvikar von Mackenzie.

## Leben
Pierre Fallaize besuchte ab 1899 das Bischöfliche Knabenseminar in Lisieux. Nach dem Militärdienst trat er am 8. Dezember 1906 der Ordensgemeinschaft der Oblaten der Unbefleckten Jungfrau Maria bei und legte am 25. Dezember 1907 die erste Profess ab. Fallaize empfing am 11. Juli 1912 das Sakrament der Priesterweihe. 
1913 wurde Pierre Fallaize in die Polarmission nach Kanada entsandt. In den folgenden sieben Jahren war er in Fort Resolution am Großen Sklavensee tätig. 1920 begab sich Fallaize in das Gebiet um den Großen Bärensee, wo er die Inuit missionierte. Er ließ sich in Coppermine am Arktischen Ozean nieder.
Am 23. Juni 1931 ernannte ihn Papst Pius XI. zum Titularbischof von Thmuis und zum Koadjutorvikar von Mackenzie. Der Apostolische Vikar von Mackenzie, Gabriel Breynat OMI, spendete ihm am 13. September desselben Jahres die Bischofsweihe; Mitkonsekratoren waren der Apostolische Vikar von Keewatin, Ovid Charlebois OMI, und der Apostolische Vikar von Grouard, Joseph-Wilfrid Guy OMI.
Pierre Fallaize trat 1939 als Koadjutorvikar von Mackenzie zurück. Fallaize, der mittlerweile erblindet war, kehrte zurück nach Frankreich, wo er Beichtvater an der Basilika Sainte-Thérèse in Lisieux wurde. 1961 kehrte Pierre Fallaize in die Mission nach Kanada zurück und ließ sich in Fort Smith nieder.